# Hapeville, Georgia
Hapeville är en stad (city) i Fulton County, i delstaten Georgia, USA. Enligt United States Census Bureau har staden en folkmängd på 6 578 invånare (2011) och en landarea på 6,2 km².